# Flandern-Rundfahrt 1989
Die Flandern-Rundfahrt 1989 war die 73. Austragung der Flandern-Rundfahrt, eines eintägigen Straßenradrennens. Es wurde am 2. April 1989 über eine Distanz von 264 km ausgetragen.
Das Rennen wurde von Edwig Van Hooydonck vor Herman Frison und Dag Otto Lauritzen gewonnen. Das Rennen war das zweite von insgesamt elf Rennen im neugeschaffenen Rad-Weltcup.

## Teilnehmende Mannschaften
| Superconfex-Yoko Helvetia-La Suisse Domex-Weinmann Histor-Sigma | TVM-Ragno Malvor-Sidi 7 Eleven-American Airlines PDM-Ultima-Concorde | Lotto–Merckx Ariostea Z-Peugeot Mini-Flat-Isoglass | Caja Rural-Paternina Fagor-MBK Toshiba-Kärcher-Look Hitachi-VTM | R.M.O. Super U-Raleigh-Fiat AD Renting-W-Cup-Bottecchia Chateau d'Ax-Salotti |

## Ergebnis
| Rang | Fahrer              | Team               | Zeit       |
| ---- | ------------------- | ------------------ | ---------- |
| 1    | Edwig Van Hooydonck | Superconfex–Yoko   | 7h 01' 28" |
| 2    | Herman Frison       | Histor-Sigma       | + 22"      |
| 3    | Dag Otto Lauritzen  | 7-Eleven           | gl. Zeit   |
| 4    | Rolf Sørensen       | Ariostea           | gl. Zeit   |
| 5    | Mathieu Hermans     | Caja Rural         | gl. Zeit   |
| 6    | Marc Sergeant       | Hitachi            | gl. Zeit   |
| 7    | Allan Peiper        | Panasonic–Isostar  | gl. Zeit   |
| 8    | Dirk De Wolf        | Hitachi            | + 1' 45"   |
| 9    | Johan Lammerts      | AD Renting-W-Cup   | gl. Zeit   |
| 10   | Steve Bauer         | Helvetia-La Suisse | + 1' 53"   |